# أليكساندر دانتاس
أليكساندر دانتاس هو فنان قتال مختلط برازيلي، ولد في 1 مارس 1979 في ريو دي جانيرو في البرازيل.

## وصلات خارجية
- أليكساندر دانتاس على موقع يو إف سي (الإنجليزية)
- أليكساندر دانتاس على موقع شيردوغ (الإنجليزية)
- أليكساندر دانتاس على موقع IMDb (الإنجليزية)